# Asarum sakawanum
Asarum sakawanum är en piprankeväxtart som beskrevs av Tomitaro Makino. Asarum sakawanum ingår i släktet hasselörter, och familjen piprankeväxter. Utöver nominatformen finns också underarten A. s. stellatum.